# Шолаккайын
Шолаккайын (каз. Шолаққайың) — село в Каркаралинском районе Карагандинской области Казахстана. Входит в состав Бактинского сельского округа. Код КАТО — 354843400.

## Население
В 1999 году население села составляло 127 человек (71 мужчина и 56 женщин). По данным переписи 2009 года, в селе проживал 101 человек (53 мужчины и 48 женщин).